# Shake the Disease
Shake the Disease is een nummer van de Britse synthpopband Depeche Mode uit 1985. Het is één van de twee nieuwe nummers op hun verzamelalbum The Singles 81→85.
"Shake the Disease" gaat over gevoelens van liefde, en de moeilijkheden en wanhoop die ze kunnen veroorzaken. Oorspronkelijk was het nummer bedoeld voor het album Black Celebration, dat een jaar later uitkwam. Toch werd ervoor gekozen om het nummer als nieuwe track op "The Singles 81→85" te zetten. Het nummer werd in een aantal Europese landen een hit. In het Verenigd Koninkrijk bereikte het een 18e positie. Minder succesvol was het in Nederland met een 2e positie in de Tipparade. In de Vlaamse Radio 2 Top 30 kwam het tot de 25e positie.